# Univerzita v Leedsu
Univerzita v Leedsu (anglicky University of Leeds) je veřejná výzkumná univerzita v Leedsu, v hrabství West Yorkshire v Anglii. Byla založena v roce 1874 jako Yorkshire College of Science. V roce 1904 získala královskou listinu a stala se samostatnou univerzitou. Univerzita má sedm fakult, které zahrnují samostatné školy, ústavy a výzkumná centra. Univerzita je členem Russell Group, skupiny předních výzkumných univerzit v Británii. V akademickém roce 2019/20 měla univerzita 36 840 studentů, z toho 28 660 bakalářských a 8 180 postgraduálních. Z toho bylo 77 % studentů z Británie, 4 % z EU a 18 % z ostatních zemí. Univerzita zaměstnávala 8 700 zaměstnanců, z toho 3 900 akademických a 4 800 neakademických. Leedská univerzita je jedenáctou největší ve Spojeném království podle celkového počtu zapsaných studentů. Ročně obdrží více než 67 000 přihlášek na bakalářské studium, což z ní činí pátou nejoblíbenější univerzitu v Británii, co do objemu přihlášek. V roce 2023 disponovala dotacemi ve výši 83,2 milionu liber, což ji řadilo mezi dvacet nejlepších britských univerzit dle kritéria finančního zabezpečení. Podle žebříčku QS World University Rankings 2024 je University of Leeds 75. nejkvalitnější vysokou školou na světě. Hlavní kampus univerzity se nachází 1 míli severně od centra Leedsu. Má také několik knihoven, sportovních a kulturních zařízení a ubytování pro studenty.